# Giải bóng đá Ngoại hạng Anh 2005–06
Giải bóng đá Ngoại hạng Anh mùa giải 2005–06 (được biết đến với tên gọi FA Barclays Premiership vì lý do tài trợ) là mùa giải thứ 14 của Premier League. Giải đấu bắt đầu vào ngày 13 tháng 8 năm 2005 và kết thúc vào ngày 7 tháng 5 năm 2006. Mùa giải này chứng kiến câu lạc bộ Chelsea bảo vệ thành công chức vô địch sau khi đánh bại Manchester United với tỷ số 3–0 tại sân Stamford Bridge vào cuối tháng 4. Cùng ngày hôm đó, hai câu lạc bộ West Bromwich Albion và Birmingham City đã xuống hạng, cùng với đội đã được xác định xuống hạng trươc đó là Sunderland tham dự Championship cho mùa giải tiếp theo. Chelsea đã san bằng kỷ lục mà họ lập được ở mùa giải trước với 29 trận thắng trên sân nhà và sân khách.

## Tổng quan
Một số câu lạc bộ báo cáo lượng khán giả đến sân không như mong đợi và gặp khó khăn trong việc bán hết vé cho các trận đấu trong vòng đấu đầu tiên của mùa giải. Nhiều người cho rằng nguyên nhân chính là do mùa giải bắt đầu khá sớm và loạt trận Ashes của môn cricket đã thu hút sự chú ý của cả nước và đội tuyển Anh đã giành chiến thắng. Những lý do có thể khác là giá vé liên tục tăng cao và số lượng trận đấu được phát trên truyền hình ngày càng tăng (gây ra hiệu ứng lan tỏa là thời gian bắt đầu trận đấu thay đổi nhiều hơn). Tổng lượng khán giả đến sân trong mùa giải chỉ giảm khoảng 2%, nhưng con số đó đã giảm do thực tế là các câu lạc bộ lớn hơn đã được thăng hạng lên Giải Ngoại hạng Anh hơn là xuống hạng và một số câu lạc bộ đã phải chịu sự sụt giảm doanh thu lớn hơn.
Lần thứ hai trong hai mùa giải, câu lạc bộ Chelsea của José Mourinho đã giành danh hiệu vô địch tại Premier League, với chiến thắng trên sân nhà trước đối thủ thường xuyên cạnh tranh ngôi vô địch gần đây là Manchester United, qua đó xác nhận họ là nhà vô địch sau một mùa giải lập kỷ lục mặc dù mùa giải này diễn ra vô cùng căng thẳng.
Phong độ đầu mùa của Chelsea với 14 trận thắng trong số 16 trận đã mang đến cho nhà đương kim vô địch một khởi đầu tuyệt vời. Với việc Manchester United, Arsenal và Liverpool thi đấu không như kỳ vọng của họ trước Giáng sinh, Chelsea thực sự đã trở thành ứng cử viên số một cho ngôi vô địch vào đầu năm 2006. Tuy nhiên, sự sa sút bất ngờ về phong độ vào giữa tháng 3 đã khiến khoảng cách điểm số giữa đội đầu bảng và nhóm bám đuổi tưởng chừng như không thể san lấp là 16 điểm của họ bị thu hẹp xuống chỉ còn 7 điểm trong hai tháng do phong độ ấn tượng vào cuối mùa của câu lạc bộ Manchester United, đội đã có chuỗi chín trận thắng liên tiếp và ghi được hơn 20 bàn thắng. Tuy nhiên, trận hòa bất ngờ trên sân nhà với đội cuối bảng Sunderland tại sân Old Trafford đã làm tan biến hy vọng giành chức vô địch của United. Khí thế đã trở lại với Chelsea, đội không cần phải nhận thêm một sự cạnh tranh gay gắt nào nữa với những chiến thắng trước Bolton Wanderers, Everton và cuối cùng là Manchester United, mang về cho đội bóng phía tây London chức vô địch thứ hai liên tiếp dưới thời Mourinho.
Hai câu lạc bộ đứng đầu vào cuối mùa giải giành được quyền tham dự vòng bảng UEFA Champions League, trong khi các câu lạc bộ đứng thứ ba và thứ tư sẽ giành được suất tham dự Vòng loại thứ ba của Champions League (nơi họ tiến vào vòng bảng Champions League nếu giành chiến thắng hoặc tham dự UEFA Cup nếu thua). Tuy nhiên, nếu một đội bóng Anh vô địch Champions League, nhưng kết thúc ngoài top bốn, thì họ sẽ giành được suất tham dự Champions League cuối cùng thay vì câu lạc bộ đứng thứ tư, đội bóng xếp thứ tư trên bảng xếp hạng phải bằng lòng với một suất tham dự UEFA Cup. Trường hợp này có thể xảy ra với Arsenal và Tottenham Hotspur nhưng Arsenal đã đánh bại Spurs để giành vị trí thứ tư ở vòng đấu cuối cùng của mùa giải trước khi để thua 1-2 trước FC Barcelona trong trận chung kết của UEFA Champions League.
Câu lạc bộ đứng thứ năm luôn giành được một suất tham dự UEFA Cup. Đội vô địch FA Cup cũng giành được một suất tham dự UEFA Cup. Nếu họ đã đủ điều kiện tham dự giải đấu châu Âu theo vị trí trên bảng xếp hạng hoặc giành chiến thắng tại League Cup, thì đội á quân FA Cup sẽ có suất tham dự UEFA Cup. Nếu đội á quân cũng đã đủ điều kiện, thì đội vô địch FA Cup nhưng chưa đủ điều kiện tham dự châu Âu (thường là vị trí thứ sáu) sẽ được trao suất tham dự UEFA Cup. Mùa giải này, trận chung kết FA Cup có sự góp mặt của Liverpool và West Ham United. Vì Liverpool đứng thứ ba nên họ đã chắc chắn có một suất tham dự vòng loại Champions League, điều này có nghĩa là West Ham đã nhận được suất tham dự UEFA Cup của đội vô địch FA Cup.
Đội vô địch League Cup cũng đủ điều kiện tham dự UEFA Cup. Nếu họ đã đủ điều kiện tham dự giải đấu châu Âu thông qua vị trí trên bảng xếp hạng giải vô địch quốc gia thì suất tham dự của họ, không giống như FA Cup, không được trao cho đội á quân, mà thay vào đó là đội có thứ hạng cao ở giải vô địch quốc gia nhưng chưa đủ điều kiện tham dự cúp châu Âu. Đội vô địch League Cup Manchester United đứng thứ hai, khiến họ được vào thẳng vòng bảng Champions League. Điều này có nghĩa là câu lạc bộ đứng thứ sáu, Blackburn Rovers, đủ điều kiện tham dự UEFA Cup. Các đội xếp ngay sau các suất tham dự UEFA Cup sẽ tham dự UEFA Intertoto Cup, điều đó có nghĩa là nếu đội Newcastle United mùa giải này giành chiến thắng trong trận đấu 2 lượt đi và về thì họ sẽ giành được một suất vào vòng loại của UEFA Cup.
Mùa giải 2005-06 cũng là mùa giải cuối cùng thi đấu bóng đá chuyên nghiệp của hai trong số những cầu thủ thành công nhất của bóng đá Anh, Alan Shearer (chơi lần cuối cho Newcastle United) và Dennis Bergkamp (chơi lần cuối cho Arsenal).

## Các đội bóng
20 đội đã tham gia giải đấu – 17 đội đứng đầu từ mùa giải trước và ba đội thăng hạng từ Championship. Các đội thăng hạng là Sunderland, Wigan Athletic và West Ham United. Sunderland và West Ham United đã trở lại hạng đấu cao nhất sau 2 năm vắng bóng, trong khi Wigan Athletic lần đầu tiên trong lịch sử chơi ở hạng đấu cao nhất. Họ thay thế Crystal Palace, Norwich City (cả hai đội đều xuống hạng Championship sau một mùa giải) và Southampton (kết thúc 27 năm chơi ở hạng đấu cao nhất).

### Sân vận động và địa điểm
| Câu lạc bộ           | Địa điểm                  | Sân vận động               | Sức chứa |
| -------------------- | ------------------------- | -------------------------- | -------- |
| Arsenal              | London (Highbury)         | Arsenal Stadium            | 38,419   |
| Aston Villa          | Birmingham (Aston)        | Villa Park                 | 42,553   |
| Birmingham City      | Birmingham (Bordesley)    | St Andrew's                | 30,079   |
| Blackburn Rovers     | Blackburn                 | Ewood Park                 | 31,367   |
| Bolton Wanderers     | Bolton                    | Reebok Stadium             | 28,723   |
| Charlton Athletic    | London (Charlton)         | The Valley                 | 27,111   |
| Chelsea              | London (Fulham)           | Stamford Bridge            | 42,360   |
| Everton              | Liverpool (Walton)        | Goodison Park              | 40,569   |
| Fulham               | London (Fulham)           | Craven Cottage             | 24,600   |
| Liverpool            | Liverpool (Anfield)       | Anfield                    | 45,276   |
| Manchester City      | Manchester (Bradford)     | City of Manchester Stadium | 48,000   |
| Manchester United    | Manchester (Old Trafford) | Old Trafford               | 68,217   |
| Middlesbrough        | Middlesbrough             | Riverside Stadium          | 35,049   |
| Newcastle United     | Newcastle upon Tyne       | St James' Park             | 52,387   |
| Portsmouth           | Portsmouth                | Fratton Park               | 20,220   |
| Sunderland           | Sunderland                | [[Sân vận động Ánh Sáng]]  | 49,000   |
| Tottenham Hotspur    | London (Tottenham)        | White Hart Lane            | 36,240   |
| West Bromwich Albion | West Bromwich             | The Hawthorns              | 26,484   |
| West Ham United      | London (Upton Park)       | Boleyn Ground              | 35,146   |
| Wigan Athletic       | Wigan                     | JJB Stadium                | 25,138   |

1. ↑  Đây là mùa giải cuối cùng của Arsenal tại sân nhà lâu năm của họ là Sân vận động Arsenal. Pháo thủ đã khai trương Sân vận động Emirates có sức chứa 60.000 chỗ ngồi vào mùa hè năm 2006.[5]

### Nhân sự và dụng cụ thi đấu
| Câu lạc bộ           | Huấn luyện viên        | Đội trưởng       | Nhà sản xuất dụng cụ thi đấu | Nhà tài trợ áo đấu    |
| -------------------- | ---------------------- | ---------------- | ---------------------------- | --------------------- |
| Arsenal              | Arsène Wenger          | Thierry Henry    | Nike                         | O2                    |
| Aston Villa          | David O'Leary          | Olof Mellberg    | Hummel                       | DWS Investments       |
| Birmingham City      | Steve Bruce            | Kenny Cunningham | Lonsdale                     | Flybe                 |
| Blackburn Rovers     | Mark Hughes            | Ryan Nelsen      | Lonsdale                     | Lonsdale              |
| Bolton Wanderers     | Sam Allardyce          | Kevin Nolan      | Reebok                       | Reebok                |
| Charlton Athletic    | Alan Curbishley        | Matt Holland     | Joma                         | All:Sports Llanera    |
| Chelsea              | José Mourinho          | John Terry       | Umbro                        | Samsung Mobile        |
| Everton              | David Moyes            | David Weir       | Umbro                        | Chang                 |
| Fulham               | Chris Coleman          | Luís Boa Morte   | Puma                         | Pipex                 |
| Liverpool            | Rafael Benítez         | Steven Gerrard   | Reebok                       | Carlsberg             |
| Manchester City      | Stuart Pearce          | Sylvain Distin   | Reebok                       | Thomas Cook           |
| Manchester United    | Sir Alex Ferguson      | Gary Neville     | Nike                         | Vodafone              |
| Middlesbrough        | Steve McClaren         | Gareth Southgate | Erreà                        | 888.com               |
| Newcastle United     | Glenn Roeder           | Alan Shearer     | Adidas                       | Northern Rock         |
| Portsmouth           | Harry Redknapp         | Dejan Stefanović | Jako                         | OKI Printing Solution |
| Sunderland           | Kevin Ball (tạm quyền) | Gary Breen       | Lonsdale                     | Reg Vardy             |
| Tottenham Hotspur    | Martin Jol             | Ledley King      | Kappa                        | Thomson Holidays      |
| West Bromwich Albion | Bryan Robson           | Kevin Campbell   | Diadora                      | T-Mobile              |
| West Ham United      | Alan Pardew            | Nigel Reo-Coker  | Reebok                       | JobServe              |
| Wigan Athletic       | Paul Jewell            | Arjan de Zeeuw   | JJB                          | JJB                   |

## Bảng xếp hạng
| VT | Đội                      | ST | T  | H  | B  | BT | BB | HS  | Đ  | Giành quyền tham dự hoặc xuống hạng                 |
| -- | ------------------------ | -- | -- | -- | -- | -- | -- | --- | -- | --------------------------------------------------- |
| 1  | Chelsea (C)              | 38 | 29 | 4  | 5  | 72 | 22 | +50 | 91 | Điều kiện tham dự Vòng bảng Champions League        |
| 2  | Manchester United        | 38 | 25 | 8  | 5  | 72 | 34 | +38 | 83 | Điều kiện tham dự Vòng bảng Champions League        |
| 3  | Liverpool                | 38 | 25 | 7  | 6  | 57 | 25 | +32 | 82 | Điều kiện tham dự Vòng loại thứ ba Champions League |
| 4  | Arsenal                  | 38 | 20 | 7  | 11 | 68 | 31 | +37 | 67 | Điều kiện tham dự Vòng loại thứ ba Champions League |
| 5  | Tottenham Hotspur        | 38 | 18 | 11 | 9  | 53 | 38 | +15 | 65 | Điều kiện tham dự Vòng đầu tiên UEFA Cup            |
| 6  | Blackburn Rovers         | 38 | 19 | 6  | 13 | 51 | 42 | +9  | 63 | Điều kiện tham dự Vòng đầu tiên UEFA Cup            |
| 7  | Newcastle United         | 38 | 17 | 7  | 14 | 47 | 42 | +5  | 58 | Điều kiện tham dự Vòng 3 Intertoto Cup              |
| 8  | Bolton Wanderers         | 38 | 15 | 11 | 12 | 49 | 41 | +8  | 56 |                                                     |
| 9  | West Ham United          | 38 | 16 | 7  | 15 | 52 | 55 | −3  | 55 | Điều kiện tham dự Vòng đầu tiên UEFA Cup            |
| 10 | Wigan Athletic           | 38 | 15 | 6  | 17 | 45 | 52 | −7  | 51 |                                                     |
| 11 | Everton                  | 38 | 14 | 8  | 16 | 34 | 49 | −15 | 50 |                                                     |
| 12 | Fulham                   | 38 | 14 | 6  | 18 | 48 | 58 | −10 | 48 |                                                     |
| 13 | Charlton Athletic        | 38 | 13 | 8  | 17 | 41 | 55 | −14 | 47 |                                                     |
| 14 | Middlesbrough            | 38 | 12 | 9  | 17 | 48 | 58 | −10 | 45 |                                                     |
| 15 | Manchester City          | 38 | 13 | 4  | 21 | 43 | 48 | −5  | 43 |                                                     |
| 16 | Aston Villa              | 38 | 10 | 12 | 16 | 42 | 55 | −13 | 42 |                                                     |
| 17 | Portsmouth               | 38 | 10 | 8  | 20 | 37 | 62 | −25 | 38 |                                                     |
| 18 | Birmingham City (R)      | 38 | 8  | 10 | 20 | 28 | 50 | −22 | 34 | Xuống chơ tại Football League Championship          |
| 19 | West Bromwich Albion (R) | 38 | 7  | 9  | 22 | 31 | 58 | −27 | 30 | Xuống chơ tại Football League Championship          |
| 20 | Sunderland (R)           | 38 | 3  | 6  | 29 | 26 | 69 | −43 | 15 | Xuống chơ tại Football League Championship          |

1. ↑  Vì Manchester United đủ điều kiện tham dự Champions League, nên suất tham dự UEFA Cup với tư cách là nhà vô địch Cúp Liên đoàn Anh 2005-06 được trao cho cho câu lạc bộ Blackburn Rovers với tư cách là đội có thứ hạng cao nhất nhưng chưa đủ điều kiện tham dự các cúp châu Âu.
2. ↑  Vì Liverpool đã đủ điều kiện tham dự Champions League nên suất tham dự UEFA Cup của họ với tư cách là nhà vô địch Cúp FA 2005–06 đã thuộc về West Ham, đội là á quân Cúp FA.

## Vua phá lưới
| Xếp hạng | Cầu thủ             | Câu lạc bộ        | Bàn thắng |
| -------- | ------------------- | ----------------- | --------- |
| 1        | Thierry Henry       | Arsenal           | 27        |
| 2        | Ruud van Nistelrooy | Manchester United | 21        |
| 3        | Darren Bent         | Charlton Athletic | 18        |
| 4        | Robbie Keane        | Tottenham Hotspur | 16        |
| 4        | Frank Lampard       | Chelsea           | 16        |
| 4        | Wayne Rooney        | Manchester United | 16        |
| 7        | Marlon Harewood     | West Ham United   | 14        |
| 8        | Craig Bellamy       | Blackburn Rovers  | 13        |
| 8        | Yakubu              | Middlesbrough     | 13        |
| 10       | Henri Camara        | Wigan Athletic    | 12        |
| 10       | Didier Drogba       | Chelsea           | 12        |